# Puszt Tibor
Puszt Tibor (Budapest, 1951. február 5. –) magyar filmrendező, producer.

## Élete
1971-től a Mafilmnél kezdett dolgozni ügyelőként, majd asszisztensként. Többek között Bán Róbert, Makk Károly, Révész György, Mészáros Márta, Sándor Pál, Fazekas Lajos munkatársaként.
1981-ben Föld Ottó támogatásával megrendezte az 50 éves a magyar hangosfilm című kiállítást, amely akkor formai (díszletszerűség) és szervezési újdonsága (közvetlen buszjárat) miatt nagy sikert aratott.
A Színház- és Filmművészeti Főiskolán 1985-ben diplomázott. A főiskola elvégzése után több dokumentumfilmet és tévés sorozatot készített. 1988-ban első produkciós cégként megalakult a Filmex Kft., melynek ügyvezető igazgatója volt. 1989-ben producerként működött közre az első nem állami filmként gyártott hosszú dokumentumfilm, az apajpusztai környezetszennyezésről szóló, Magyar József rendezte Lovas ünnep elkészítésében.
1988-ban alapító vezetője volt a Mozgókép Demokratikus Szakszervezetnek (MODESZ). Tevékenyen részt vett a filmszakma átalakításában. 1990-ben a HTPressz Kft.-vel közösen megindította az első kereskedelmi jellegű televízió-műsort Kaszinó TV néven.
1992-ben készült első játékfilmje, A gólyák mindig visszatérnek, amelyet több nemzetközi filmfesztiválon díjaztak.
1997-ben középfokú mozgóképgyártó szakképzést indított filmes kollégáival.
2002-ben Mihály Gábor szobrászművésszel és Molnár Pál újságíróval megalapítják a Szkíta Aranyszarvas díj elnevezésű európai filmelismerést.
2003-tól a Magyar Képek Egyesület alapító és elnökségi tagja.

## Filmjei

### Játékfilmek (rendezőként)
- A gólyák mindig visszatérnek 1992. (Hétfői Műhely) moziforgalmazás 1992. Európai TV-sugárzás 1992. 2003.
- Imre filmje 1999. (Szociális Minisztérium) (TV-sugárzás 2004. Gyermekvédelmi konferenciákon folyamatosan)
- Ibrinkó 2001. (ORTT) (moziforgalmazás 2004.)
- Sínjárók 2006. (MMK, MTFA, NKA) (moziforgalmazás 2006-2007, MTV 2007-2008)
- Bedobozolt kacatok 2010-2011. (moziforgalmazás 2012 májustól)

### Dokumentumfilmek (rendezőként, válogatás)
- Duna-túra 1988.
- Mesél a Filmgyár 1984.
- Emlékek a Magyar filmgyártás történetéből (10 részes tv-film) Magyar Televízió, 1986.
- Helyzet van 1990.
- Akit a vihar felkapott I.-II. 1993.
- Filmsámán - Zolnay Pál portré 1996.
- Illúziók - Jancsó Miklós portré 1997.
- Az arany ára 2000.
- Kardtársak 2004. Film a Balassi Bálint-emlékkardról, társalkotó: Molnár Pál
- Elillanó évek – Csurka István portré 2010. (mozibemutató 2010.)
- Isten igájában – Nyírő József portré 2010.
- Mecénás – Mihály Gábor szobrász portré 2011.
- Virradat - Szabó Dezső író portré 2011.

### Játékfilmek (díszlettervezőként)
- Szép Halál volt r. Jeli Ferenc 2001.
- Ibrinkó r. Puszt Tibor 2001.
- Sínjárók r. Jeli Ferenc Puszt Tibor 2005-2006.
- Estére mindig leszáll a köd r. Szőnyi G. Sándor 2006-2007.
- Millennium szobrásza r. Gál Anasztázia 2008.

### Játékfilmek (producerként)
- Lovas ünnep r. Magyar József 1989-90. (FIFŐ)
- Isten hátrafelé megy r. Jancsó Miklós 1992. (Budapest Film koprod)
- Budapest r. Szabó László (francia-magyar koprodukció)
- Imre filmje 1999. (Szociális Minisztérium)
- Ibrinkó 2001. r. Puszt Tibor (ORTT)
- Estére mindig leszáll a köd r. Szőnyi G. Sándor 2006-2007. (MMK)

## Rendezvények
- 50 éves a magyar hangosfilm 1982. (FIFŐ) (első interaktív kiállítás a Hungexpo területén)
- Moholy Filmfesztivál 1999-2006. (MMK, NKA)

## Díjai, elismerései
- MAFILM emlékplakett 1981. (Hangosfilm kiállításért)
- MTV nívódíj 1985.
- Nomináció 1994. Berlin (Gólyák mindig visszatérnek)
- Nagydíj 1994. Chicago (Gólyák mindig visszatérnek)
- Rendezői díj 1994. Tunisz (Gólyák mindig visszatérnek)
- Balassi-emlékérem 2008.